# Tolokiwa
Tolokiwa, también conocida como Lottin, es una isla en el Mar de Bismarck. La isla es de origen volcánico y es parte del Archipiélago de Bismarck, en Papúa Nueva Guinea.

## Descripción
La isla Tolokiwa es de forma casi circular, y fue construida por una serie de erupciones volcánicas durante la época del Pleistoceno. Su superficie es de 46 km². Con abundante vegetación, es un sitio natural importante para las aves y es el hogar de varias especies de aves residentes (que inusualmente comparte con las islas cercanas). Tolokiwa es también el hogar de una subespecie de Turdus Poliocephalus.
La isla sufrió daños durante la erupción de 1888 de la cercana isla Ritter, que provocó que un tsunami la azotara.